# Ronald Fabbro
Ronald Peter Fabbro CSB (ur. 6 listopada 1950 w Sudbury) – kanadyjski duchowny katolicki, biskup Londonu od 2002.

## Życiorys
Święcenia kapłańskie otrzymał 3 maja 1980 w zgromadzeniu bazylianów. Po święceniach podjął studia teologiczne na Papieskim Uniwersytecie Gregoriańskim w Rzymie, które ukończył w 1989 z tytułem doktora. W latach 1986–1990 był wykładowcą w Edmonton, zaś w latach 1990-1996 w Toronto. W roku 1993 został wybrany kanclerzem generalnym bazylianów, natomiast cztery lata później generałem tegoż zgromadzenia.
27 kwietnia 2002 papież Jan Paweł II mianował go ordynariuszem Londonu w metropolii Toronto. Sakry w dniu 15 sierpnia 2002 udzielił mu bp John Michael Sherlock.